# Мікаель Браувер
Мікаель Браувер (нід. Michael Brouwer, нар. 21 січня 1993, Апелдорн, Нідерланди) — нідерландський футболіст, воротар клубу «Утрехт».

## Ігрова кар'єра

### Клубна
Мікаель Браувер починав займатися футболом в молодіжних командах клубів «Вітесс» та «Твенте». У 2012 році футболіст був заявлений до складу першої команди клубу «Апелдорн». Але через його банкрутство так і не зумів дебютувати на дорослому рівні.
Вже у 2012 році воротар перейшов до складу «Гераклеса», де тривалий час був запасним воротарем. Першу гру в основі Боаувер провів 25 вересня 2018 року в кубковому матчі проти «Ден Босх».
Сезон 2021/22 Браувер провів в оренді в клубі другого дивізіону «Еммен». Після чого повернувся до «Гераклеса» і два наступні сезони грав уже як основний воротар команди. У липні 2024 року Браувер як вільний агент перейшов до «Утрехта», з яким підписав контракт до червня 2026 року.

### Збірна
У 2009 році Мікаель Браувер провів одну гру в складі юнацької збірної Нідерландів (U-16).

## Досягнення
Еммен
- Переможець другого дивізіону: 2021/22

Гераклес
- Переможець другого дивізіону: 2022/23[6]

Індивідуальні
- Воротар сезону Еерстедивізі: 2022/23[7]